# Палусалу, Кристьян
Кристьян Палусалу (эст. Kristjan Palusalu (при рождении Кристьян Троссманн); 10 марта 1908, деревня Варамурру, Саулепа, Перновский уезд, Лифляндская губерния, Российская империя (ныне в волости Аудру, Пярнумаа, Эстония) — 17 июля 1987, Таллин, Эстонская ССР) — эстонский борец греко-римского и вольного стилей, двукратный чемпион Олимпийских игр, чемпион Европы, семикратный чемпион Эстонии по греко-римской борьбе (1932—1938), пятикратный чемпион Эстонии по вольной борьбе (1931—1933, 1935, 1936),. Один из трёх борцов, являющихся олимпийскими чемпионами как по греко-римской, так и по вольной борьбе, один из двух борцов (наряду с Иваром Юханссоном), сумевших получить два «золота» на одной и той же олимпиаде, и единственный, кто сумел сделать это в тяжёлом весе. Признан лучшим спортсменом Эстонии XX века.

## Биография
Родился в семье крестьянина, был самым старшим из восьми детей в семье. До 13-летнего возраста пас скот, затем стал сельскохозяйственным рабочим.
В юности Кристьян Палусалу занимался гимнастикой, тяжёлой атлетикой и лёгкой атлетикой. Борьбой начал заниматься только в 1929 году, во время службы на флоте. По окончании службы в 1929 году Кристьян Палусалу переехал в Таллин, в 1930 году борец завоевал третье место на чемпионате Эстонии по вольной борьбе, а в 1931 году победил на национальном чемпионате по вольной борьбе. В 1932 году Кристьян Палусалу стал чемпионом Эстонии и по греко-римской борьбе. На Олимпийские игры 1932 года Эстония в связи с финансовыми трудностями команду не направляла, таким образом Палусалу дебютировал на международной арене только в 1933 году, заняв 4 место на чемпионате Европы по греко-римской борьбе.
В 1935 году сменил фамилию Троссманн на Палусалу.
На летних Олимпийских играх 1936 года в Берлине боролся в категории свыше 87 килограммов (тяжёлый вес), выступал как в греко-римской, так и в вольной борьбе. Выбывание из турнира проходило по мере накопления штрафных баллов. Схватку судили трое судей, за чистую победу штрафные баллы не начислялись, за победу решением судей при любом соотношении голосов начислялся 1 штрафной балл, за проигрыш решением 2-1 начислялись 2 штрафных балла, проигрыш решением 3-0 и чистый проигрыш карался 3 штрафными баллами.
В вольной борьбе титул оспаривали 11 человек. Победив во всех схватках Кристьян Палусалу стал олимпийским чемпионом.
| Круг | Соперник      | Страна       | Результат | Основание                | Время схватки |
| ---- | ------------- | ------------ | --------- | ------------------------ | ------------- |
| 1    | Йозеф Клапух  | Чехословакия | Победа    | Туше (0 штрафных баллов) | 10:50         |
| 2    | Робер Эрлан   | Франция      | Победа    | Туше (0 штрафных баллов) | 6:45          |
| 3    | Мехмет Чобан  | Турция       | Победа    | 3-0 (1 штрафной балл)    | -             |
| 4    | Вилли Бюрки   | Швейцария    | Победа    | Туше (0 штрафных баллов) | 6:15          |
| 5    | Ялмар Нюстрём | Финляндия    | Победа    | 3-0 (1 штрафной балл)    | -             |

В греко-римской борьбе титул оспаривали 12 человек. И в этом виде программы Кристиан Палусалу победил во всех схватках и стал двукратным олимпийским чемпионом.
| Круг | Соперник          | Страна              | Результат | Основание                | Время схватки |
| ---- | ----------------- | ------------------- | --------- | ------------------------ | ------------- |
| 1    | Эдуард Щёлль      | Австрия             | Победа    | Туше (0 штрафных баллов) | 8:41          |
| 2    | Золтан Кондоросси | Румыния             | Победа    | Туше (0 штрафных баллов) | 10:36         |
| 3    | Юн Нюман          | Швеция              | Победа    | 3-0 (1 штрафной балл)    | -             |
| 4    | Мехмет Чобан      | Турция              | Победа    | 3-0 (1 штрафной балл)    | -             |
| 5    | Курт Хорнфишер    | Нацистская Германия | Победа    | 3-0 (1 штрафной балл)    | -             |

В 1936 году выбран спортсменом года в Эстонии, правительство Эстонии подарило ему хутор и 40 гектаров земли. В 1937 году стал чемпионом Европы по греко-римской борьбе. В январе 1938 года был вынужден оставить спорт из-за тяжёлой травмы плеча.
С 1933 по 1940 год работал надзирателем в Таллинской центральной тюрьме. После присоединения Прибалтики Советским Союзом и начала Великой Отечественной войны Палусалу в 1941 году был мобилизован и отправлен в Котлас, в рабочий батальон. Оттуда он дезертировал, но был пойман и 18 сентября 1941 года приговорён к смертной казни. Наказание было заменено отправкой на Карельский перешеек в 7-ю армию. Вскоре после прибытия на передовую Кристьян Палусалу, будучи раненым, попал в плен к финнам. В январе 1942 года он вернулся в Эстонию.
12 января 1945 года, после освобождения Прибалтики советскими войсками, Палусалу был вновь арестован. Он чуть было не умер в лагере от истощения, но был спасён доктором Мардна (по воспоминаниям Евфросиньи Антоновны Керсновской). Против Кристьяна Палусалу были выдвинуты обвинения в пособничестве оккупантам, антисоветской агитации в газетной статье и дезертирстве, но первые два обвинения не нашли  подтверждения, а последнее не могло быть доказано, так как его часть была расформирована, а данные, в том числе о принятии присяги, не сохранились. 28 августа 1946 года его освободили. Освобождению способствовали многочисленные ходатайства, в том числе Йоханнеса Коткаса.
После войны несколько раз принимал участие в соревнованиях: так, в 1948 году участвовал в республиканском первенстве общества «Спартак», где работал в дальнейшем тренером. Одновременно работал на стройке вплоть до пенсии, на которую он вышел в 1970-х. С 1966 года являлся судьёй республиканской категории.
Умер в 1987 году. Похоронен на таллинском Лесном кладбище (Метсакальмисту).
С 1988 года в Таллине проводится турнир памяти Кристьяна Палусалу. В 1989 году именем борца назван корабль, 10 марта 2009 года в Таллине открыт памятник Кристьяну Палусалу.
Вошёл в составленный в 1999 году по результатам письменного и онлайн-голосования список 100 великих деятелей Эстонии XX века.
Существующее мнение, что Кристьян Палусалу послужил моделью для Бронзового солдата, по словам посла Эстонии в России, не более, чем  «спекуляция».

## В кинематографе
- В 1985 году вместе с Йоханнесом Коткасом, Аугустом Энгласом и Анатолием Парфёновым снялся в документальном фильме «Jaht» («Охота»)[9]
- Документальный фильм «Разные судьбы» (2000) из документального цикла «Атлеты века». О Кристьяне Палусалу и Йоханнесе Коткасе[10]
- Документальный фильм «Палусалу» (2009)[11]